# Liste der Baudenkmäler in Adelsried
Auf dieser Seite sind die Baudenkmäler in der schwäbischen Gemeinde Adelsried zusammengestellt. Diese Tabelle ist eine Teilliste der Liste der Baudenkmäler in Bayern. Grundlage ist die Bayerische Denkmalliste, die auf Basis des Bayerischen Denkmalschutzgesetzes vom 1. Oktober 1973 erstmals erstellt wurde und seither durch das Bayerische Landesamt für Denkmalpflege geführt wird. Die folgenden Angaben ersetzen nicht die rechtsverbindliche Auskunft der Denkmalschutzbehörde.
 Die Liste gibt den Fortschreibungsstand vom 3. Juli 2018 wieder und umfasst vier Baudenkmäler.

## Baudenkmäler nach Ortsteilen

### Adelsried
| Lage                            | Objekt                                          | Beschreibung | Akten-Nr.             | Bild           |
| ------------------------------- | ----------------------------------------------- | --- | --------------------- | -------------- |
| Bauernfeld (Standort)           | Autobahnkirche                                  | Betonskelettkonstruktion mit Satteldachturm, von Raimund von Doblhoff, 1956/57; mit historischer Ausstattung.                                                                | D-7-72-111-5 Wikidata | weitere Bilder |
| Kirchgasse 2 (Standort)         | Katholische Pfarrkirche St. Johannes der Täufer | Saalbau mit eingezogenem Chor und nördlichem Turm mit Zwiebelhaube, barocker Neubau, von Johann Paulus, 1733/35, Turmunterbau erste Hälfte 16. Jahrhundert; mit Ausstattung. | D-7-72-111-2 Wikidata | weitere Bilder |
| Kirchgasse 4 (Standort)         | Pfarrhaus                                       | Zweigeschossiger massiver Satteldachbau, 1692, erneuert; Pfarrstadel, Steilgiebelbau mit Satteldach und Quertenne, 18. Jahrhundert.                                          | D-7-72-111-3 Wikidata | Pfarrhaus      |
| Nähe Steigfeldstraße (Standort) | Feldkapelle                                     | Rechteckbau mit säulengestützter, offener Vorhalle, 18. Jahrhundert; mit Ausstattung.                                                                                        | D-7-72-111-4 Wikidata | weitere Bilder |

## Ehemalige Baudenkmäler
In diesem Abschnitt sind Objekte aufgeführt, die früher einmal in der Denkmalliste eingetragen waren, jetzt aber nicht mehr. Objekte, die in anderem Zusammenhang also z. B. als Teil eines Baudenkmals weiter eingetragen sind, sollen hier nicht aufgeführt werden. Aktennummern in diesem Abschnitt sind ehemalige, jetzt nicht mehr gültige Aktennummern.

| Lage                                     | Objekt                    | Beschreibung                   | Akten-Nr.    | Bild                      |
| ---------------------------------------- | ------------------------- | ------------------------------ | ------------ | ------------------------- |
| Adelsried Augsburger Straße 7 (Standort) | Hausfigur heiliger Joseph | 1. Hälfte des 18. Jahrhunderts | D-7-72-111-1 | Hausfigur heiliger Joseph |
| Kruichen Hauptstraße 9 (Standort)        | Hausfigur Muttergottes    | 1. Hälfte des 18. Jahrhunderts |              | Hausfigur Muttergottes    |